# Renström
Renström is een plaats in de gemeente Skellefteå in het landschap Västerbotten en de provincie Västerbottens län in Zweden. De plaats heeft 94 inwoners (2005) en een oppervlakte van 11 hectare. Vlak bij de plaats ligt de mijn Renströmsgruvan, dit is de diepste en een van de meest productieve mijnen van Zweden. Ook stroomt de rivier de Skellefteälven langs Renström.